# 沈阳都市圈

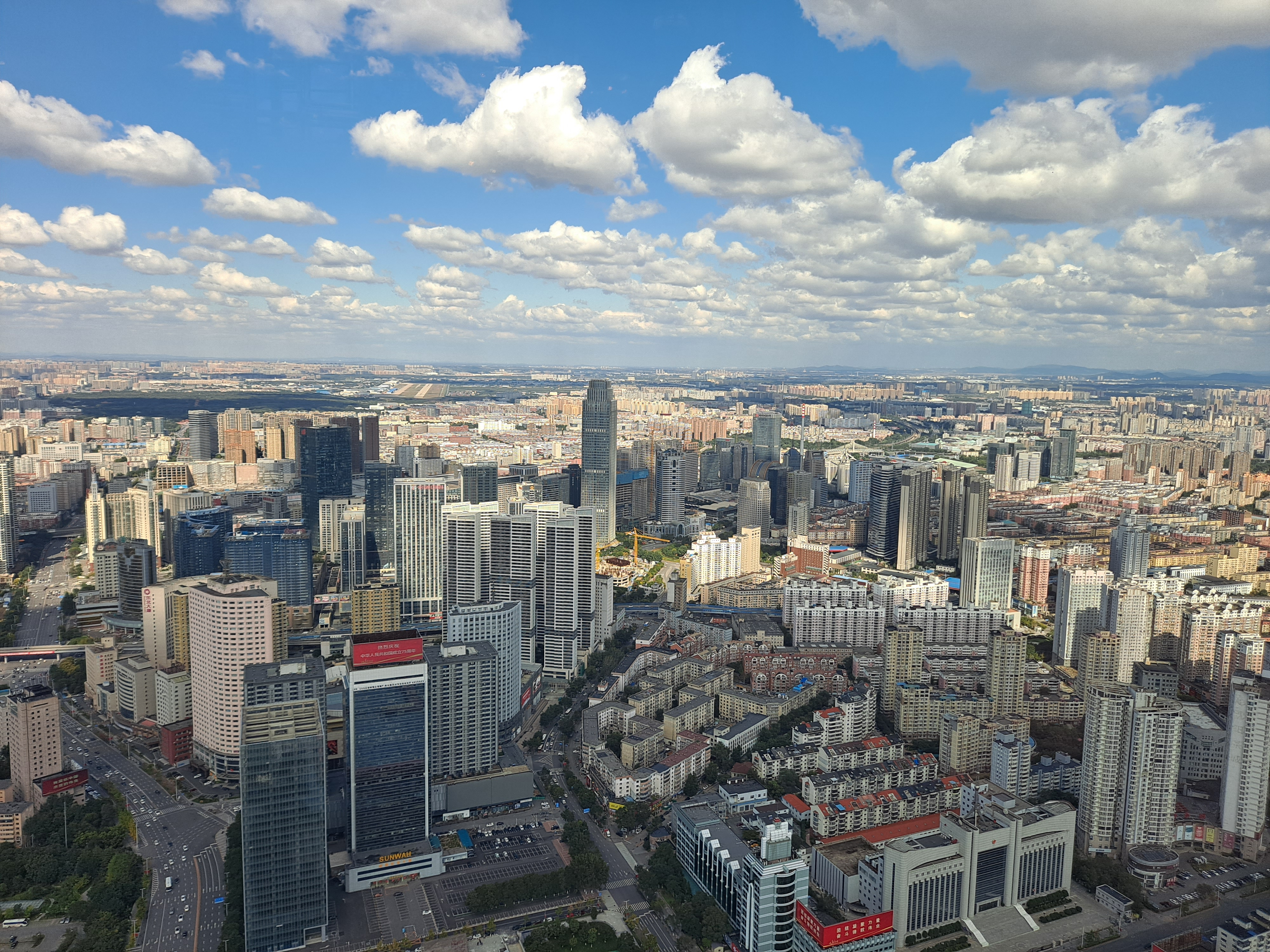
沈阳的天际线

沈阳都市圈是以中华人民共和国辽宁省省会沈阳为核心，由其周边多个城市构成的都市经济区域，是东北地区最重要的城市群之一。根据中国国家发展和改革委员会发布的《“十四五”新型城镇化实施方案》和《东北全面振兴“十四五”实施方案》，沈阳都市圈被列为国家重点支持建设的都市圈之一。该都市圈涵盖沈阳市本级及其周边城市，由沈阳、鞍山、抚顺、本溪、阜新、辽阳、铁岭和沈抚示范区七市一区共同组成，形成以沈阳为中心的“1小时交通圈”和一体化发展区域，是中国第九个、东北第一个国家级都市圈。